# Perípter
 Perípter  (del grec περίπτερος) és l'edifici que està envoltat de columnes alineades en cadascun dels seus costats, conformant un peristil exterior.
Aquesta composició arquitectònica va ser molt usual en l'arquitectura grega clàssica, fins i tot des de l'època de l'arquitectura en fusta del segle viii aC.

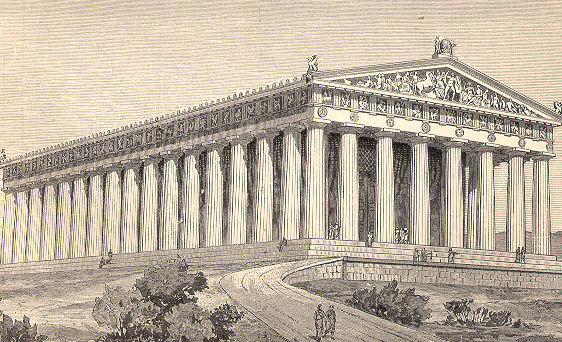
Dibuix idealitzat del Partenó d'Atenes

Havia estat utilitzada, encara que de forma excepcional, a l'antic Egipte.

## Exemples d'edificis perípters
- Temple del Partenó a Atenes[3]
- Temple d'Apol·lo a Figalia
- Maison Carrée a Nimes, França
- Temple de Garní a Armènia

Edificis neoclàssics:
- Església de la Madeleine a París
- Palau de la Borsa de París